# Сан-Мануель (мідна копальня)
Мідна копальня «Сан-Мануе́ль» (San Manuel Copper Mine) — мідна порфірова копальня, що поєднує відкриту і підземну розробку однойменного родовища. Розташована в Сан-Мануелі, округ Пінал, штат Аризона.

## Опис
Першовідкривачем родовища був Френк Шульц у 1879 р., але основний комплекс покладів був відкритий Генрі У. Ніколсом у 1942 р. Розвідувальне буріння тривало з 1943 по 1948 рік, а перший шахтний ствол був побудований у 1948 році. Луї Ліссер заснував шахтарське місто для обслуговування нововиявлених родовищ Ніколса, його будівництво було завершено приблизно в 1954 р. Перший великий видобуток припадає на 1955 рік, а закрито копальню і плавильну піч в 2003 році.
Оператором копальні була Magma Copper Company, перш ніж її викупила BHP Billiton, яка її і закрила остаточно. Понад 700 млн тонн руди було видобуто методом поверхового обвалення. Родовище було розкрито п'ятьма стволами глибиною до 910 м. Копри були висотою понад 60 метрів. Гіпогенні сульфідні мінерали (халькопірит) розроблялись на глибині, на поверхні — супергенні мінерали (халькозин) та окиснені поклади (хризокола, малахіт, самородна мідь та куприт).
Поверхня копальні наразі підлягає повній рекультивації.